# Haz (matemáticas)

Las circunferencias de Apolonio, dos haces ortogonales de circunferencias.

En geometría proyectiva, un haz es una familia de objetos geométricos con una propiedad común; por ejemplo, el conjunto de rectas que pasan a través de un punto dado en un plano proyectivo.

## Definiciones
Por ejemplo, en según la terminología de G. B. Halsted, "Las rectas con el mismo punto de cruce son copuntuales"; "El conjunto de todas las rectas coplanarias y copuntuales se llama un haz plano" ; y "Una parte de un haz plano delimitada por dos de sus rectas como lados, se llama ángulo".
"El conjunto de todos los planos que contienen una recta se llama haz axial". Por ejemplo, los meridianos del globo terráqueo están definidos por el haz de planos que contienen el eje de revolución de la Tierra. 
En geometría afín con la variante reflexiva del paralelismo, un conjunto de líneas paralelas forma una clase de equivalencia llamada haz de líneas paralelas.
En términos más generales, un haz es el caso especial de un sistema lineal de divisores en el que el espacio de parámetros es una recta proyectiva. Los haces de curvas típicos en el plano proyectivo, por ejemplo, se escriben como 
{\displaystyle \lambda C+\mu C'=0\,}
donde con C = 0 y C '= 0 se obtienen curvas planas. 
Un haz de planos, la familia de planos que contienen una línea recta dada, a veces se denomina abanico o radiación. 

## Ecuación del haz de rectas que pasa por un punto dado de un plano

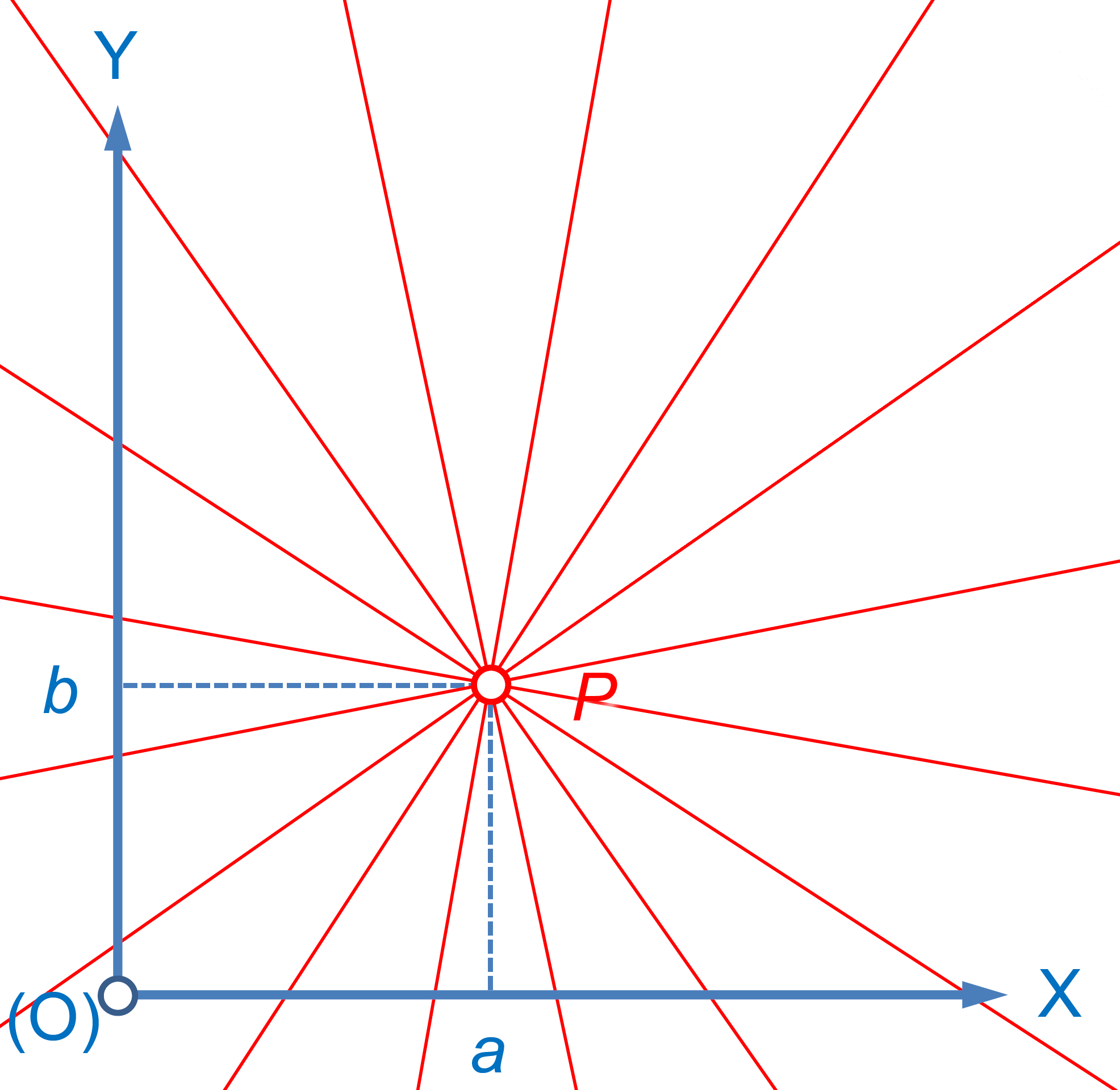
Haz de rectas que pasan por un punto P(a,b) en un plano

Dado un punto cualquiera {\displaystyle P} de coordenadas {\displaystyle (a,b)} en un plano, se tiene que el haz de rectas que pasa por {\displaystyle P} toma la forma paramétrica:
{\displaystyle (y-b)=\lambda (x-a)}
que una vez operado, toma la forma explícita:
{\displaystyle y=\lambda x+b-\lambda a}
Es inmediato comprobar que para cualquier parámetro {\displaystyle \lambda } real, el conjunto de rectas pasan por el punto {\displaystyle P} (basta sustituir sus coordenadas para ver que se satisface la ecuación independientemente del valor de {\displaystyle \lambda }).
El parámetro {\displaystyle \lambda } representa la pendiente de las rectas pertenecientes al haz. Así, cuando {\displaystyle \lambda =0}, se tiene una recta horizontal que pasa por {\displaystyle P}, y cuando {\displaystyle \lambda =\infty } se obtiene una recta vertical.
De forma más general, la ecuación del haz puede escribirse como:
{\displaystyle \lambda (x-a)+\mu (y-b)=0}

## Ecuación del haz de planos que pasa por una recta dada en el espacio euclídeo

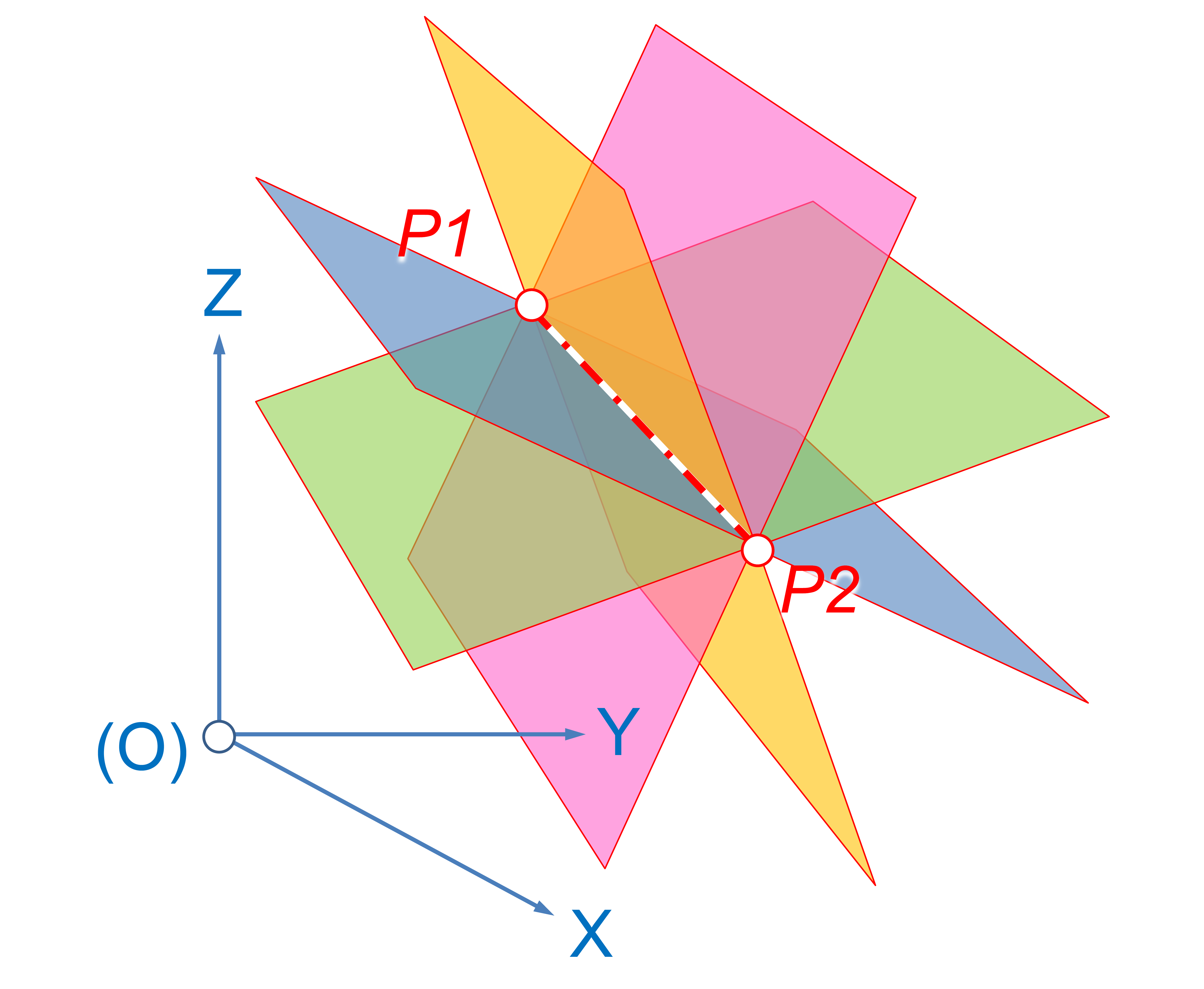
Haz de planos que pasan por una recta en el espacio

Dada una recta cualquiera {\displaystyle r} que pasa por los puntos {\displaystyle P_{1}} y {\displaystyle P_{2}}de coordenadas {\displaystyle (x_{1},y_{1},z_{1})} y {\displaystyle (x_{2},y_{2},z_{2})}en el espacio euclídeo, se tiene que el haz de rectas que pasa por {\displaystyle r} toma la forma paramétrica:
{\displaystyle [(x-x_{1})(y_{2}-y_{1})-(y-y_{1})(x_{2}-x_{1})]+\lambda [(y-y_{1})(z_{2}-z_{1})-(z-z_{1})(y_{2}-y_{1})]=0}
que se trata de una combinación lineal ligada al parámetro {\displaystyle \lambda } de dos planos que pasan por {\displaystyle r}, obtenidos a partir de su ecuación implícita [2], deducidos a su vez de la ecuación continua [1] de la recta:
[1] {\displaystyle {\frac {(x-x_{1})}{(x_{2}-x_{1})}}={\frac {(y-y_{1})}{(y_{2}-y_{1})}}={\frac {(z-z_{1})}{(z_{2}-z_{1})}}}
(ecuación de la recta que pasa por {\displaystyle P_{1}} y tiene como vector {\displaystyle P_{2}-P_{1}}).
Igualando el primer término con el segundo, y el segundo con el tercero, se obtienen dos planos que contienen la recta {\displaystyle r} para formar la ecuación implícita:
[2a] {\displaystyle (x-x_{1})(y_{2}-y_{1})-(y-y_{1})(x_{2}-x_{1})=0}
[2b] {\displaystyle (y-y_{1})(z_{2}-z_{1})-(z-z_{1})(y_{2}-y_{1})=0}
Como en el caso anterior, al estar la ecuación igualada a cero, es posible adoptar la forma más general:
{\displaystyle \mu [(x-x_{1})(y_{2}-y_{1})-(y-y_{1})(x_{2}-x_{1})]+\lambda [(y-y_{1})(z_{2}-z_{1})-(z-z_{1})(y_{2}-y_{1})]=0}